# Септември (община)
Вижте пояснителната страница за други значения на Септември.
Община Септември се намира в Южна България и е една от съставните общини на област Пазарджик.

## География

### Географско положение, граници, големина
Общината е разположена в западната и централната част на област Пазарджик. С площта си от 349,372 km2 заема 5-о място сред 12-те общините на областта, което съставлява 7,8% от територията на областта. Границите ѝ са следните:
- на североизток – община Лесичово;
- на изток – община Пазарджик;
- на юг – община Ракитово и община Велинград;
- на запад – община Белово;
- на северозапад – община Костенец, Софийска област.

### Природни ресурси

#### Релеф
Релефът на общината е твърде разнообразен, от средно планински до равнинен, като територията ѝ попада в пределите на три главни физикогеографски области на България: Западните Родопи, Ихтиманска Средна гора и Горнотракийската низина.
Южните части на общината са планински, като тук се простират крайните северни части на два западнородопски рида: Районът на северозапад от Чепинския пролом се заема от северните склонове на рида Алабак, на който северните склонове обърнати към Горнотракийската низина и източни склонове обърнати към долината на Чепинска река са много стръмни. В него, на границата с община Велинград се издига връх Милеви скали 1593,5 m, максималната височина на община Септември. На югоизток от долината на Чепинска река се простират крайните северозападни части на рида Къркария. На границата с община Ракитово и община Пазарджик се намира най-високата му точка – връх Калчиш 1475 m.
В северозападната част на община Септември се простират крайните югоизточни разклонения на средногорския рид Ветрен (Еледжик), част от Ихтиманска Средна гора. На границата с община Костенец, северно от автомагистрала Тракия е най-високата му точка (в пределите на община Септември) връх Камилата 1118,5 m.
Близо половината от територията на община Септември се заема от крайните западни части на Горнотракийската низина и тук в коритото на река Марица, източно от село Ковачево се намира нейната най-ниска точка – 217 m н.в.

#### Води
От запад на изток, на протежение от около 15 – 16 km протича река Марица с част от горното си течение. Източно от село Злокучене в нея отдясно се влива Чепинска река, като в пределите на общината тя протича със своите последни 15 – 16 km.
Изградени са няколко микроязовира – „Ветрен“, „Карабунар“, „Славовица“ и „Семчиново“, чийто води се използват за напояване. През територията на общината преминават главни напоителни и отводнителни канали и общинската канална мрежа. Състоянието като цяло на напоителната система не е добро.
Неоценимо богатство за общината са термоминералните извори в околностите на селата Варвара и Ветрен дол с температура на водата над 72 °C. Те дават възможност да се развива балнеолечението и туризма не само на общинско, но и на национално ниво.

#### Климат
Климатът на общината е преходно-континентален в равнинните части и с планинско влияние по склоновете на планините. Зимата се характеризира с мек климат, пролетта настъпва рано, есента е топла и продължителна. Средната годишна температура е 12,2 °C, малко по-висока от средната за областта, която е 11,3 °C. Общата годишна сума на валежите е 564 mm/km2 при средна за областта 550 mm/km2. Валежите са недостатъчни за развитието на земеделските култури, което налага използване на допълнителни източници за напояване.

#### Почви
Почвите са представени от канелено-горски, делувиално-алувиални, оподзолени, леко песъчливи и глинести. Те са благоприятни за отглеждане на традиционни за региона култури: зърнено-житни (пшеница, царевица, ръж, ечемик), трайни насаждения (лозя и овошки), зеленчукови и технически култури (тютюн).

## Население

### Етнически състав
Численост и дял на етническите групи според преброяването на населението през 2011 г.:
|                     | Численост | Дял (в %) |
| Общо                | 25 794    | 100.00    |
| Българи             | 19 734    | 76,51     |
| Турци               | 841       | 3,26      |
| Цигани              | 2646      | 10,26     |
| Други               | 43        | 0.17      |
| Не се самоопределят | 84        | 0,33      |
| Неотговорили        | 2446      | 9,48      |

### Населени места
Общината има 15 населени места – 2 града и 13 села, с общо население 21 795 жители към 7 септември 2021 г.
| Населено място | Население (2021 г.) | Площ на землището km2 | Забележка (старо име)                          | Населено място | Население (2021 г.) | Площ на землището km2 | Забележка (старо име)                          |
| -------------- | ------------------- | --------------------- | ---------------------------------------------- | -------------- | ------------------- | --------------------- | ---------------------------------------------- |
| Бошуля         | 687                 | 13,978                |                                                | Карабунар      | 1195                | 25,487                |                                                |
| Варвара        | 1912                | 27,931                |                                                | Ковачево       | 1740                | 13,328                |                                                |
| Ветрен         | 2712                | 64,545                |                                                | Лозен          | 848                 | 11,978                |                                                |
| Ветрен дол     | 1425                | 23,649                | Елли дере                                      | Семчиново      | 1819                | 27,595                |                                                |
| Виноградец     | 1212                | 38,690                | Кара Мусал                                     | Септември      | 6202                | 22,454                | Гара Саран бей, Гара Сараньово, Гара Септември |
| Горно Вършило  | 39                  | 31,928                | Сърт харман                                    | Симеоновец     | 806                 | 18,173                | Саитово                                        |
| Долно Вършило  | 5                   | -                     | Дере харман, в землището на село Горно Вършило | Славовица      | 318                 | 26,984                |                                                |
| Злокучене      | 875                 | 2,652                 | Злакучене                                      | ОБЩО           | 21795               | 349,3721              | 1 населено място е без землище                 |

## Административно-териториални промени
- През 1902 г. се обединяват селата Ешикашлии (Шейх аслъ) и Урджулар (Орджуларе) в едно ново населено място – село Лозен[3];
- През 1934 г. са преименувани:

село Елли дере на село Ветрен дол;
село Кара Мусал на село Виноградец;
гарово селище Гара Саран бей на гарово селище Гара Сараньово;
село Сърт харман на село Горно Вършило;
село Дере харман на село Долно Вършило;
село Саитово на село Симеоновец;
- През 1949 г. е преименувано гарово селище Гара Сараньово на гарово селище Гара Септември[5];

преименувано е село Саран бей (Сараньово) на село Септември;
- През 1950 г. се заличава село Септември и го присъединява като квартал на гарово селище Гара Септември[6];

признава се гарово селище Гара Септември за село Гара Септември;
- През 1964 г. се признава село Гара Септември за град Септември[7];
- През 1966 г. се осъвременява името на село Злакучене на село Злокучене[8];
- През 1983 г. селата Боримечково, Калугерово, Лесичово, Памидово и Церово и техните землища се отделят от Община Септември и са включени в новосъздадената Община Лесичово с административен център село Лесичово[9];
- През 1998 г. село Аканджиево и землището му е отделено от община Септември и е присъединено към община Белово[10];
- През 2003 г. се признава село Ветрен за град Ветрен[11].

## Транспорт
През територията на общината преминават два участъка от железопътната мрежа на България:
- от запад на изток, на протежение от 12,2 km преминава участък от трасето на жп линията София–Пловдив–Свиленград;
- от град Септември на юг по долината на Чепинска река, на протежение от 13,7 km преминава началният участък от трасето на теснолинейната жп линия Септември–Добринище.

През общината преминават изцяло или частично 6 пътя от Републиканската пътна мрежа на България с обща дължина 91,1 km:
- участък от 8,2 km от автомагистрала Тракия (от km 57,1 до km 65,3);
- участък от 12,1 km от Републикански път I-8 (от km 171,2 до km 183,3);
- участък от 12,1 km от Републикански път II-84 (от km 6,1 до km 18,2);
- участък от 24,6 km от Републикански път III-3704 (от km 10,9 до km 35,5);
- началният участък от 26,3 km от Републикански път III-8402 (от km 0 до km 26,3);
- целият участък от 7,8 km от Републикански път III-8404.

## Топографска карта
- Лист от карта K-34-60. Мащаб: 1 : 100 000.
- Лист от карта K-34-72. Мащаб: 1 : 100 000.
- Лист от карта K-35-49. Мащаб: 1 : 100 000.
- Лист от карта K-35-61. Мащаб: 1 : 100 000.